# Waalse Pijl 1994
De 58ste editie van de Waalse Pijl (ook bekend als La Flèche Wallone) werd gehouden op woensdag 20 april 1994. Het parcours had een lengte van 205 kilometer. De start vond plaats in Spa en de finish was in Hoei, op de Muur van Hoei om precies te zijn. Van de 190 gestarte renners bereikten 54 coureurs de eindstreep.
Deze beruchte editie van de Waalse Pijl wordt vaak in verband gebracht met dopinggebruik en de Italiaanse Gewiss-Ballan wielerploeg met zijn Italiaanse sportarts Michele Ferrari. Het podium van deze editie van de Waalse Pijl werd daar althans van in verdenking gesteld na een interview in L'Équipe van de ploegarts Ferrari na afloop over EPO. Dat dit ongevaarlijk was. De arts werd hier a ontslagen door de ploeg. 
Maar de situatie op zich werd nooit bewezen als dopinggeval, als in dat er bewijs was of renners bekende. De Italiaanse heuvelspecialist Moreno Argentin, na Eddy Merckx (5) houder van de meeste zeges in Luik-Bastenaken-Luik (4), won de wedstrijd op zijn 'oude dag'. 
Moreno Argentin, Giorgio Furlan en Jevgeni Berzin reden voor Gewiss-Ballan, dat in 1994 vele grote wedstrijden won. Furlan was overigens de winnaar van 1992 en won dat jaar Milaan-San Remo. Argentin, Furlan en Berzin haalden samen de laatste kilometer. Ze bestegen de Muur van Hoei, een onuitgegeven stukje wielersport. De Rus Berzin moest nog lossen terwijl de overgebleven Italiaanse ploegmaats om de zege spurtten. Maar de zege aan de dat seizoen nog prijsloze Argentin werd gegund. 
Op deze dag deden ook (jonge) renners als Wereldkampioen Lance Armstrong (36e), Marco Pantani (opgave), Davide Rebellin (17e),  Frank Vandenbroucke (22e), Michael Boogerd (49e) en Erik Dekker (23e) mee.
Later zouden Lance Armstrong en ook Michael Boogerd deze wedstrijd aanhalen bij hun dopingbekentenis.

## Uitslag
| Waalse Pijl 1994 (205 km) |                      |                         |          |
| Plaats                    | Naam                 | Ploeg                   | Tijd     |
| Winnaar                   | Moreno Argentin      | Gewiss-Ballan           | 4u56'00" |
| 2                         | Giorgio Furlan       | Gewiss-Ballan           | z.t.     |
| 3                         | Jevgeni Berzin       | Gewiss-Ballan           | +00' 22" |
| 4                         | Gianni Bugno         | Team Polti - Vaporetto  | +01' 14" |
| 5                         | Stefano Della Santa  | Mapei-CLAS              | +01' 14" |
| 6                         | Francesco Casagrande | Mercatone Uno-Medeghini | +01' 23" |
| 7                         | Claudio Chiappucci   | Carrera-Tassoni         | +01' 23" |
| 8                         | Davide Cassani       | GB-MG Maglificio        | +01' 29" |
| 9                         | Ronan Pensec         | Novemail–Histor         | +01' 35" |
| 10                        | Marco Giovannetti    | Mapei-CLAS              | +01' 39" |
|                           |                      |                         |          |
| 15                        | Eric Van Lancker     | WordPerfect-Colnago     | +02' 09" |
| 18                        | Eddy Bouwmans        | Novemail–Histor         | +02'11"  |

1936 · 1937 · 1938 · 1939 · 1940 · 1941 · 1942 · 1943 · 1944 · 1945 · 1946 · 1947 · 1948 · 1949 · 1950 · 1951 · 1952 · 1953 · 1954 · 1955 · 1956 · 1957 · 1958 · 1959 · 1960 · 1961 · 1962 · 1963 · 1964 · 1965 · 1966 · 1967 · 1968 · 1969 · 1970 · 1971 · 1972 · 1973 · 1974 · 1975 · 1976 · 1977 · 1978 · 1979 · 1980 · 1981 · 1982 · 1983 · 1984 · 1985 · 1986 · 1987 · 1988 · 1989 · 1990 · 1991 · 1992 · 1993 · 1994 · 1995 · 1996 · 1997 · 1998 · 1999 · 2000 · 2001 · 2002 · 2003 · 2004 · 2005 · 2006 · 2007 · 2008 · 2009 · 2010 · 2011 · 2012 · 2013 · 2014 · 2015 · 2016 · 2017 · 2018 · 2019 · 2020 · 2021 · 2022 · 2023 · 2024 · 2025 · 2026
Lijst van beklimmingen